# Liste der Kulturgüter in Belp
Die Liste der Kulturgüter in Belp enthält alle Objekte in der Gemeinde Belp im Kanton Bern, die gemäss der Haager Konvention zum Schutz von Kulturgut bei bewaffneten Konflikten, dem Bundesgesetz vom 20. Juni 2014 über den Schutz der Kulturgüter bei bewaffneten Konflikten sowie der Verordnung vom 29. Oktober 2014 über den Schutz der Kulturgüter bei bewaffneten Konflikten unter Schutz stehen.
Objekte der Kategorien A und B sind vollständig in der Liste enthalten, Objekte der Kategorie C fehlen zurzeit (Stand: 16. Januar 2024). Unter übrige Baudenkmäler sind geschützte Objekte zu finden, die im Bauinventar des Kantons Bern als «schützenswert» verzeichnet sind.

## Kulturgüter
| Foto |                                                                                             | Objekt | Kat. | Typ | Standort                                                | Beschreibung |
| ---- | ------------------------------------------------------------------------------------------- | --- | ---- | --- | ------------------------------------------------------- | --- |
| ja   | Datei hochladen · Wikidata zu Schloss Oberried mit Dependenzen (Q1030112)                   | Schloss Oberried mit Dependenzen, Gloriette und Gartenanlage KGS-Nr.: 00605                                                       | A    | G   | Seftigenstrasse 118, 120 / Oberried 589 604269 / 193065 | In den Jahren 1735/36 errichteter, in hohem Masse repräsentativer Landsitz der Berner Patrizierfamilie Fischer. Zweigeschossiger klassizistischer Putzbau mit reicher Sandsteingliederung in fünf Achsen unter geknicktem Vollwalmdach, umgeben von ausgedehnter Gartenanlage. Die Gloriette wurde 1777 von Niklaus Sprüngli für Gottlieb Fischer erbaut und 1933 zum Wohnhaus ausgebaut. Aussergewöhnlich reiche, repräsentative Hausteinfront vor nischenartigen Laube. Einzige Gloriette im Kanton Bern. |
| ja   | Datei hochladen · Wikidata zu Bider-Hangar (Q19362468)                                      | Bider-Hangar KGS-Nr.: 09065 | A    | G   | Flugplatzstrasse 47 604786 / 195858                     | Nach dem Flugpionier Oskar Bider benannter Hangar am Flughafen Bern-Belp, erbaut 1928. Charakteristischer kielbogenartiger Querschnitt mit Dachhaut und Wänden aus Eternit-Schieferplatten. Wichtiger Zeuge der Pionierzeit der schweizerischen Zivilluftfahrt. |
| ja   | Datei hochladen · Wikidata zu Altes Schloss (Amthaus) (Q2240246)                            | Altes Schloss (Amthaus) KGS-Nr.: 00602                                                                                            | B    | G   | Dorfstrasse 21, 23 604609 / 193413                      | Aus zwei Teilen bestehendes Schloss. Älterer Hauptbau im Kern aus dem 15. Jahrhundert, von 1789 bis 1798 klassizistisch umgebaut, seit 1812 Sitz der Bezirksverwaltung. Der herrschaftliche Putzbau unter geknicktem spätgotischem Dachstuhl ist seit 1644 baulich mit dem jüngeren Teil aus der Mitte des 16. Jahrhunderts verbunden, einem massiven Kernbau über annähernd quadratischem Grundriss mit vorgestelltem Treppenturm.                                                                         |
| ja   | Datei hochladen · Wikidata zu Auguetbrücke (Q685714)                                        | Gedeckte Auguetbrücke (ehemalige Hunzigenbrücke) KGS-Nr.: 00603                                                                   | B    | G   | Auguetbrügg 604706 / 196436                             | Einzige erhalten gebliebene Holzbrücke über die Aare zwischen Thun und Bern, erbaut 1835/36. Sie stand ursprünglich in der Hunzigenau und wurde 1973/74 an den heutigen Standort versetzt. Gedeckte Balkenbrücke mit vier Spannungen auf drei Pfahljochen, die Brückenköpfe sind aus massiven Hausteinen gefertigt. Objekt liegt hälftig auf dem Gemeindegebiet von Belp (KGS-Nr. 00603) und Muri bei Bern (KGS-Nr. 05299)                                                                                  |
| ja   | Datei hochladen · Wikidata zu Neubau (neues Schloss) (Q1980394)                             | Neues Schloss KGS-Nr.: 00606 | B    | G   | Rubigenstrasse 35 604854 / 193509                       | Im Jahr 1740 erbauter repräsentativer Landsitz im Louis-quinze-Stil; zuerst im Besitz der Familie von Wattenwyl, 1811 an die Familie Zeerleder verkauft. Mächtiger Putzbau mit Hausteingliederung und hohem zweigeschossigen Vollwalmdach. Umgeben von einem grosszügigen umzäunten Park mit altem Baumbestand. |
| ja   | Datei hochladen · Wikidata zu Reformierte Kirche mit Pfarrhaus und Nebengebäuden (Q2136829) | Reformierte Kirche mit Pfarrhaus und Nebengebäuden (ehemaliges Ofen- und Waschhaus, Pfrundscheune, Pfrundspeicher) KGS-Nr.: 00607 | B    | G   | Dorfstrasse 32, 32a, 34, 34a, 36, 38 604714 / 193305    | Im Kern aus dem 12. Jahrhundert stammendes Kirchengebäude im romanischen Stil, mit Anbau von 1651 sowie Vorhalle und Orgelempore von 1822. Saalkirche mit halbrunder, eingezogener Apsis (nachträglich polygonal aufgemauert) und geknicktem Satteldach, massiver Turm an der Nordseite. Daneben steht das Pfarrhaus von 1772/74, ein über drei Achsen asymmetrisch fassadierter Bau mit charakteristischer Ründe.                                                                                          |

## Übrige Baudenkmäler
Hinweis: Anstelle der KGS-Nummer wird als Objekt-Identifikator (ID) die Grundstücksnummer verwendet.
| ID                              | Foto |                                                                            | Objekt                                     | Typ | Standort | Beschreibung                                                                |
| ------------------------------- | ---- | -------------------------------------------------------------------------- | ------------------------------------------ | --- | --- | --------------------------------------------------------------------------- |
| 27                              | ja   | Datei hochladen · Wikidata zu Kerker- und Archivturm (Q113111987)          | Kerker- und Archivturm (1542)              | G   | Rubigenstrasse 20 604700 / 193567 |                                                                             |
| 80                              | BW   | Datei hochladen · Wikidata zu Gasthof Kreuz (Q113112051)                   | Gasthof Kreuz (1846)                       | G   | Belpberg, Wyler 1 606336 / 190608 |                                                                             |
| 94                              | ja   | Datei hochladen · Wikidata zu Ehemaliges Ofen- und Waschhaus (Q113112154)  | Ehemaliges Ofen- und Waschhaus (17. Jh.)   | G   | Dorfstrasse 34a 604694 / 193285 |                                                                             |
| 94                              | ja   | Datei hochladen · Wikidata zu Ehemaliges Schulhaus (Q113112249)            | Ehemaliges Schulhaus (1759)                | G   | Dorfstrasse 36 604687 / 193330 |                                                                             |
| 94                              | BW   | Datei hochladen                                                            | Pfarrhaus (1772/74)                        | G   | Dorfstrasse 34 604671 / 193308 |                                                                             |
| 94                              | ja   | Datei hochladen                                                            | Pfrundscheune (1773)                       | G   | Dorfstrasse 32 604653 / 193322 |                                                                             |
| 94                              | ja   | Datei hochladen                                                            | Pfrundspeicher (1748)                      | G   | Dorfstrasse 32a 604678 / 193317 |                                                                             |
| 134                             | ja   | Datei hochladen                                                            | Herrenstock (1809)                         | G   | Dorfstrasse 57 604785 / 193220 |                                                                             |
| 148                             | BW   | Datei hochladen                                                            | Bauernhaus (1796)                          | G   | Engeweg 25 604307 / 194247 |                                                                             |
| 148                             | BW   | Datei hochladen                                                            | Bauernhaus (1803)                          | G   | Belpberg, Oberhäusern 35 606231 / 191306 |                                                                             |
| 148                             | BW   | Datei hochladen                                                            | Speicher (1698)                            | G   | Belpberg, Oberhäusern 35a 606202 / 191276 |                                                                             |
| 205                             | BW   | Datei hochladen                                                            | Bauernhaus (um 1800)                       | G   | Seftigenstrasse 46 603904 / 193887 |                                                                             |
| 205                             | BW   | Datei hochladen                                                            | Bauernhaus (1751)                          | G   | Belpberg, Springenhaus 16 607111 / 190194 |                                                                             |
| 205                             | BW   | Datei hochladen                                                            | Stöckli (1764)                             | G   | Belpberg, Springenhaus 16a 607125 / 190222 |                                                                             |
| 206                             | BW   | Datei hochladen                                                            | Ofenhaus-Speicher (1756)                   | G   | Springenhaus 16b 607137 / 190178 |                                                                             |
| 208                             | BW   | Datei hochladen                                                            | Mühlestöckli (frühes 19. Jh.)              | G   | Mühlestrasse 12 604865 / 193087 |                                                                             |
| 209                             | BW   | Datei hochladen                                                            | Gartenlaube (1. Hälfte 19. Jh.)            | G   | Seftigenstrasse 45b 603936 / 193879 |                                                                             |
| 209                             | BW   | Datei hochladen                                                            | Lindenhofgut (um 1800)                     | G   | Seftigenstrasse 49 603937 / 193893 |                                                                             |
| 224                             | BW   | Datei hochladen                                                            | Bauernhaus (1807)                          | G   | Heitern 426 605022 / 189966 |                                                                             |
| 229                             | BW   | Datei hochladen                                                            | Ofenhaus mit Speicher (um 1800)            | G   | Lochgutweg 9 603778 / 194395 |                                                                             |
| 229                             | BW   | Datei hochladen                                                            | Bauernhaus (um 1800)                       | G   | Lochgutweg 10 603798 / 194415 |                                                                             |
| 240                             | BW   | Datei hochladen                                                            | Stöckli (1831)                             | G   | Belpberg, Hofstetten 45a 606375 / 189357 |                                                                             |
| 278                             | BW   | Datei hochladen                                                            | Bauernhaus (1724)                          | G   | Belpberg, Hofstetten 44b 606385 / 189296 |                                                                             |
| 304                             | BW   | Datei hochladen                                                            | Bauernhaus (1760)                          | G   | Belpberg, Byfang 21 607172 / 190728 |                                                                             |
| 304                             | BW   | Datei hochladen                                                            | Stöckli (1865)                             | G   | Belpberg, Byfang 21b 607160 / 190762 |                                                                             |
| 346                             | BW   | Datei hochladen                                                            | Wohn- und Geschäftshaus (1669)             | G   | Dorfstrasse 37 604716 / 193344 |                                                                             |
| 401                             | BW   | Datei hochladen                                                            | Ehemaliges Bauernhaus (1804)               | G   | Steinbachstrasse 3 604410 / 193768 |                                                                             |
| 402                             | BW   | Datei hochladen                                                            | Spital und Altersheim (1986)               | G   | Seftigenstrasse 89, 91 604410 / 193768 |                                                                             |
| 408                             | BW   | Datei hochladen                                                            | Bauernhaus (1913)                          | G   | Mühlestrasse 13 604926 / 193078 |                                                                             |
| 437                             | BW   | Datei hochladen                                                            | Stöckli (um 1800)                          | G   | Schürmatt 552 604449 / 192418 |                                                                             |
| 448                             | BW   | Datei hochladen                                                            | Bauernhaus (1. Hälfte 18. Jh.)             | G   | Hohfuhren 223 605915 / 193178 |                                                                             |
| 448                             | BW   | Datei hochladen                                                            | Speicher (1717)                            | G   | Hohfuhren 223a 605895 / 193187 |                                                                             |
| 467                             | BW   | Datei hochladen                                                            | Bauernhaus (1685)                          | G   | Käsereistrasse 7 604861 / 193407 |                                                                             |
| 467                             | BW   | Datei hochladen                                                            | Speicher (1800)                            | G   | Käsereistrasse 7b 604833 / 193420 |                                                                             |
| 486                             | BW   | Datei hochladen                                                            | Speicher (um 1830)                         | G   | Haltenweg 4c 606342 / 193034 |                                                                             |
| 530                             | BW   | Datei hochladen                                                            | Wohnhaus (1911)                            | G   | Sägetstrasse 11 604752 / 192978 |                                                                             |
| 579                             | ja   | Datei hochladen                                                            | Ökonomiegebäude des Neuen Schlosses (1740) | G   | Rubigenstrasse 35 604822 / 193501 |                                                                             |
| 580                             | BW   | Datei hochladen                                                            | Bauernhaus (um 1750)                       | G   | Kummenstrasse 30 605060 / 193784 |                                                                             |
| 580                             | BW   | Datei hochladen                                                            | Scheune (1925)                             | G   | Kummenstrasse 32 605081 / 193822 |                                                                             |
| 587                             | BW   | Datei hochladen                                                            | Ehemalige Zehntscheune (1768)              | G   | Mühlestrasse 5c 604861 / 193139 |                                                                             |
| 637                             | BW   | Datei hochladen                                                            | Wohnhaus mit Arztpraxis (1911)             | G   | Hohlestrasse 10 604473 / 193182 |                                                                             |
| 679                             | ja   | Datei hochladen                                                            | Wohn- und Geschäftshaus (um 1800)          | G   | Dorfstrasse 42 604780 / 193304 |                                                                             |
| 865                             | BW   | Datei hochladen                                                            | Bauernhaus (1830)                          | G   | Mühlestrasse 9 604887 / 193096 |                                                                             |
| 878                             | BW   | Datei hochladen                                                            | Bauernhaus (2. Hälfte 18. Jh.)             | G   | Hängelenweg 4 606159 / 193137 |                                                                             |
| 936                             | BW   | Datei hochladen                                                            | Ehemaliges Bauernhaus (Mitte 18. Jh.)      | G   | Oberriedweg 17 604373 / 193154 |                                                                             |
| 955                             | BW   | Datei hochladen                                                            | Bauernhaus (1707)                          | G   | Hofmatt 621 603466 / 192173 |                                                                             |
| 959                             | BW   | Datei hochladen                                                            | Gartengrotte (um 1765)                     | G   | Seftigenstrasse N.N.1 604292 / 192836 |                                                                             |
| 1001                            | BW   | Datei hochladen                                                            | Bauernhaus (1844/46)                       | G   | Muristrasse 10 604650 / 193781 |                                                                             |
| 1018                            | BW   | Datei hochladen                                                            | Wirtshaus Frohsinn (1905)                  | G   | Dorfstrasse 59 604774 / 193163 |                                                                             |
| 1019                            | BW   | Datei hochladen                                                            | Bauernhaus (frühes 19. Jh.)                | G   | Einschlagweg 918 605481 / 193843 |                                                                             |
| 1032                            | BW   | Datei hochladen                                                            | Ehemaliges Bauernhaus (frühes 19. Jh.)     | G   | Viehweidstrasse 49 605991 / 193246 |                                                                             |
| 1149                            | ja   | Datei hochladen                                                            | Bauernhaus (um 1830/40)                    | G   | Käsereistrasse 1 604831 / 193357 |                                                                             |
| 1149                            | ja   | Datei hochladen                                                            | Speicher (1751)                            | G   | Käsereistrasse 1b 604848 / 193376 |                                                                             |
| 1555–1566; 1567–1578; 1676–1681 | BW   | Datei hochladen                                                            | Terrassenhäuser (1960-1963; 1969)          | G   | Lindenrain 1, 1a, 1b, 1c, 1d, 1e, 3, 5, 7, 9, 11, 13 Lindenrain 15, 15a, 15b, 15c, 15d, 15e, 17, 19, 21, 23, 25, 27 Lindenrain 31, 33, 35, 37, 39, 41 604848 / 193376 | Terrassenhäuser von 1960-1963 (Nr. 1-27) und 2. Etappe von 1969 (Nr. 31-41) |
| 1882                            | ja   | Datei hochladen · Wikidata zu Gloriette beim Landsitz Oberried (Q29651650) | Gloriette (1777)                           | G   | Oberried 589 604193 / 193203 | Siehe KGS 00605                                                             |
| 2169                            | BW   | Datei hochladen                                                            | Ofenhaus-Stöckli (2. Hälfte 18. Jh.)       | G   | Seftigenstrasse 45a 603914 / 193903 |                                                                             |
| 2169                            | BW   | Datei hochladen                                                            | Lindenhof-Pavillon (1770)                  | G   | Seftigenstrasse 45c 604001 / 193889 |                                                                             |
| 2481                            | ja   | Datei hochladen                                                            | Wohn- und Geschäftshaus (1811)             | G   | Bahnhofstrasse 1 604604 / 193347 |                                                                             |
| 2973                            | BW   | Datei hochladen                                                            | Ökonomiegebäude (1. Hälfte 19. Jh.)        | G   | Eichholz 851 605019 / 195000 |                                                                             |
| 3113                            | ja   | Datei hochladen                                                            | Wohn- und Geschäftshaus (1880)             | G   | Rubigenstrasse 16 604669 / 193587 |                                                                             |
| 3113                            | BW   | Datei hochladen                                                            | Brunnen (1. Hälfte 18. Jh.)                | K   | Rubigenstrasse N.N. 604875 / 193519 |                                                                             |
| 3118                            | BW   | Datei hochladen                                                            | Speicher (1746)                            | G   | Hofmatt 620a 603540 / 192282 |                                                                             |